# Śnieżne
Śnieżne (ukr. Сніжне, trb. Sniżne, do 1864 roku Wasiliwka) – miasto na Ukrainie, w obwodzie donieckim. Ośrodek wydobycia węgla kamiennego; przemysł spożywczy.
Za datę założenia miasta przyjmuje się 1 września 1784. W 1985 roku miasto zostało odznaczone przez Prezydium Rady Najwyższej ZSRR Orderem „Znak Honoru”.

## Demografia
- 2006 – 59 000
- 2011 – 49 564
- 2014 – 48 003[1]